# Oligopithecidae
Oligopithecidae — це вимерла базальна родина вузьконосих приматів (Catarrhini) з пізнього еоцену Єгипту (приблизно 37 мільйонів років тому).. Його члени, ймовірно, були комахоїдними через їх прості корінні зуби та розташування зубців.